# Zwiesel (sommet)
Pour l’article homonyme, voir Zwiesel.
Le Zwiesel est un sommet des Alpes, à 1 782 m, dans les Alpes de Chiemgau, en Allemagne (Bavière).